# Vuelo 592 de Lufthansa
El vuelo 592 de Lufthansa fue un vuelo regular de pasajeros desde Fráncfort, Alemania a Addis Abeba, Etiopía que fue secuestrado el 11 de febrero de 1993. El Airbus A310-300 de Lufthansa fue secuestrado por Nebiu Demeke, un hombre etíope en busca de asilo que obligó al piloto a volar al Aeropuerto Internacional John F. Kennedy de Nueva York. El avión aterrizó de forma segura, y el secuestrador se rindió sin oponer resistencia. Fue acusado de piratería aérea en las Cortes de distrito de los Estados Unidos, y fue sentenciado a veinte años de prisión.

## Vuelo
El vuelo 592 fue un vuelo internacional operado por Deutsche Lufthansa AG entre el Aeropuerto de Fráncfort del Meno, Fráncfort, Alemania, y el Aeropuerto Internacional de Bole, Addis Abeba, Etiopía, con parada técnica programada en el Aeropuerto Internacional de El Cairo, El Cairo, Egipto. El avión fue un Airbus A310-300, registro D-AIDM, que se encontraba en activo desde el 30 de agosto de 1991. El vuelo transportaba a 94 pasajeros y diez tripulantes.

## Secuestrador
Nebiu Zewolde Demeke había nacido el 2 de septiembre de 1972 en Egipto. Su padre, un economista, fue un prisionero político en Etiopía, y la familia Demeke se trasladó a Marruecos tras su arresto para escapar de la persecución. Nebiu Demeke estudió en el Colegio Americano en Tánger, Marruecos, donde fue descrito como "distraído" y "emocional." Su hermana mayor, Selamawit, fue a estudiar al Colegio Gettysburg en Gettysburg, Pensilvania. Su hermano mayor, Demter, se apuntó al Macalester College en St. Paul, Minesota, y su hermano menor, Brook, vivía en Indiana. Aunque Demeke intentó unirse a sus hermanos en los Estados Unidos, le fue denegado el visado de estudiante, y fue incapaz de lograr permiso para acceder al país de un modo legal.
Seis meses antes del secuetro, Demeke se trasladó a Alemania y solicitó asilo político. Cuando retiró su petición de asilo, el gobierno alemán le adquirió un billete en el vuelo 592 de regreso a Etiopía.
Demeke entró al aeropuerto portando una pistola de fogueo cargada con cartuchos. Antes de llegar al control de seguridad, situó la pistola en su cabeza y la cubrió con un sombrero fedora estilo "Indiana Jones". Cuando llegó el momento de pasar el detector de metales, tomó el sombrero por la parte superior tomando este y la pistola escondida, depositándolos en la mesa y recuperándolos antes de abordar el avión.

## Secuestro
En el aeropuerto de Fráncfort, Nebiu Demeke se aprovechó de la seguridad del aeropuerto escondiendo una pistola dentro de su sombrero y poniendo este en una mesa próxima al escáner. Los guardias de seguridad no eran tan estrictos como ahora ya que este incidente tuvo lugar antes de los ataques del 11 de septiembre de 2001 y permitieron el paso de Demeke.
Aproximadamente 35 minutos después del despegue, cuando el avión alcanzó la altitud de crucero en espacio aéreo austriaco, Demeke entró en el lavabo delantero. Se puso un pasamontañas y sacó su pistola. Tras salir del lavabo, entró en la cabina de vuelo, que no estaba cerrada. Colocando la pistola en la cabeza del piloto y dijo, "Si no viras al oeste, te dispararé."
Demeke solicitó que el avión se dirigiera a Nueva York y acogerse al asilo político en los Estados Unidos. Tras informarle de que el avión debía ser repostado, Demeke accedió a permitir una parada de repostaje en Hannover, Alemania. El avión aterrizó en el aeropuerto de Hannover-Langenhagen cerca del mediodía, donde fue rodeado por miembros de las fuerzas de seguridad. Demeke permaneció en la cabina con la pistola en la cabeza del piloto, y amenazó con matar a un tripulante de cabina de pasajeros cada cinco minutos. Las autoridades alemanas permitieron al avión partir después de que Demeke amenazase con matar a todos los rehenes pero prometiese rendirse pacíficamente cuando llegase a los Estados Unidos.
El piloto, Gerhard Goebel, fue capaz de tranquilizar a Demeke durante el vuelo a Nueva York. Pese a que Demeke mantuvo la pistola en la cabeza de Goebel durante todo el vuelo, se retiró el pasamontañas. Goebel más tarde manifestó a los medios que había dedicado horas a establecer un vínculo con Demeke, quién admitió haber planeado durante meses el secuestro de una aeronave. Ambos hombres llegaron a un acuerdo por el que, una vez llegasen a Nueva York, Goebel entregaría a Demeke sus gafas de sol a cambio de su pistola.
El avión llegó al Aeropuerto Internacional John F. Kennedy alrededor de las 4:00 p. m. EDT y rodó hasta un lugar alejado de las pistas. Un equipo de tres negociadores se había establecido en la torre de control de tráfico aéreo. El detective del NYPD Dominick Misino habló con Demeke por radio, asistido por el agente especial del FBI John Flood y la sargento de la autoridad portuaria Carmine Spano. Tras 70 minutos de negociaciones, Demeke intercambió su pistola por las gafas de sol del piloto y se rindió sin oponer resistencia a las autoridades. Los 94 pasajeros y los diez tripulantes resultaron ilesos.

## Consecuencias
Nebiu Demeke fue arrestado y acusado de piratería aérea en la Corte de distrito de Estados Unidos para el distrito este de Nueva York en Brooklyn. Fue acusado el 12 de febrero de 1993; donde el Juez Allyne Ross ordenó su internamiento sin fianza hasta el proceso. Demeke continuó convencido de que no sería encarcelado y que le sería otorgado el asilo. Durante el curso del proceso, fue declarado en dos ocasiones como incompetente para enfrentarse a un proceso judicial y le fue prescrita medicación para la depresión y la alucinaciones. Se representó a sí mismo en el proceso judicial de cuatro días, siendo declarado culpable por el jurado tras una hora de deliberación, y el Juez Sterling Johnson, Jr. le sentenció a prisión hasta 2013.
Alemania fue criticada duramente por la prensa internacional por las medidas de seguridad tan laxas del aeropuerto de Fráncfort que permitieron a Demeke introducir una pistola a bordo, y por permitir que el avión secuestrado pudiera partir tras su repostaje en Hanóver. El aeropuerto de Fráncfort, el más congestionado de Europa en aquel momento, ya se había encontrado recientemente bajo la lupa tras la explosión del vuelo 103 de Pan Am sobre Lockerbie, Escocia en 1988, cuando se descubrió que los explosivos habían sido cargados en Fráncfort. Desde la explosión de 1988, el aeropuerto de Fráncfort había desarrollado numerosas revisiones de seguridad y había implementado procedimientos de seguridad más exigentes.
El incidente fue el primer secuestro transatlántico desde que vine nacionalistas croatas secuestrasen el vuelo 355 de TWA el 10 de septiembre de 1976. En aquel incidente, el vuelo doméstico Nueva York-Chicago fue forzado a volar a París, Francia.
En 2012, el secuestro fue mencionado en el programa de televisión Rehén: actuar o morir en el episodio "El último secuestro transatlántico".